# Francesco Ferruccio (1905)
El Francesco Ferruccio fue un crucero acorazado de la  Clase Giuseppe Garibaldi que navegó bajo el pabellón de la Regia Marina. El buque recibió su nombre en honor del condottiero florentino Francesco Ferruccio.

## Diseño y construcción
Los buques de esta clase, resultaron unas unidades excelentes, ya por su proyecto como por su construcción, y fueron adquiridos por varias marinas extranjeras, exactamente por las marinas de Argentina, España y Japón.
La construcción del Ferruccio se inició el 19 de agosto de 1899, en el arsenal de Venecia (Italia). Botado el 23 de abril de 1902 y completado en 1905, el Ferruccio entró en servicio el 1 de septiembre del mismo año. 

## Historia operacional
El Ferruccio, junto a sus buques gemelos Giuseppe Garibaldi y Varese, tomó parte en la Guerra Italo-Turca operando eficazmente en aguas de Libia, del Mar Egeo y del Mediterráneo oriental.
El 24 de febrero de 1912, en una acción conjunta, el Ferruccio y el  Garibaldi hundieron la cañonera turca Avnillah, a lo largo de Beirut.
Los tres cruceros de la clase forzaron, el 18 de abril siguiente, el estrecho de los Dardanelos.
Sucesivamente, las 3 unidades de la clase participaron en la Primera Guerra Mundial, en el curso de la cual, el Garibaldi fue hundido el 18 de julio de 1915 por el submarino austriaco SM U-4. 
Tras finalizar el conflicto mundial, el Ferruccio es reclasificado como buque escuela para los cadetes de la Academia Navale en 1923, sustituyendo a su gemelo Varese, que había desarrollado esa labor de 1920 a 1922.
Tras su último crucero de adiestramiento en 1929, y con la entrada en servicio de los grandes veleros Amerigo Vespuccio y Cristoforo Colombo, el Ferruccio fue desarmado y, tras ser dado de baja el 1 de abril de 1930, fue desguazado.